# Campeonato Pernambucano 1975
In 1975 werd het 61ste Campeonato Pernambucano gespeeld voor voetbalclubs uit de Braziliaanse staat Pernambuco. De competitie werd georganiseerd door de FPF en werd gespeeld van 19 maart tot 10 augustus en werd verdeeld over drie fases. De drie kampioenen plaatsen zich voor de finalegroep, maar omdat Sport twee fases won werd de finale tussen twee clubs gespeeld. Sport werd kampioen. 

## Groepsfase

### Eerste fase
| Plaats | Club                  | Wed. | W  | G | V  | Saldo | Ptn. |
| ------ | --------------------- | ---- | -- | - | -- | ----- | ---- |
| 1.     | Náutico               | 14   | 11 | 3 | 0  | 31:6  | 25   |
| 2.     | Sport do Recife       | 14   | 11 | 2 | 0  | 47:9  | 24   |
| 3.     | Santa Cruz            | 14   | 10 | 3 | 1  | 38:3  | 23   |
| 4.     | Central               | 14   | 4  | 4 | 6  | 14:20 | 12   |
| 5.     | América               | 14   | 4  | 3 | 7  | 17:15 | 11   |
| 6.     | Ferroviário do Recife | 14   | 4  | 3 | 7  | 14:24 | 11   |
| 7.     | Santo Amaro           | 14   | 1  | 2 | 10 | 9:53  | 4    |
| 8.     | Íbis                  | 14   | 1  | 0 | 13 | 8:49  | 2    |

|  | Gekwalificeerd voor finale     |
|  | Uitgeschakeld voor tweede fase |

### Tweede fase
| Plaats | Club                  | Wed. | W | G | V | Saldo | Ptn. |
| ------ | --------------------- | ---- | - | - | - | ----- | ---- |
| 1.     | Sport do Recife       | 10   | 7 | 3 | 0 | 25:5  | 17   |
| 2.     | Náutico               | 10   | 6 | 3 | 1 | 14:4  | 15   |
| 3.     | Santa Cruz            | 10   | 6 | 1 | 3 | 17:6  | 13   |
| 4.     | Central               | 10   | 1 | 4 | 5 | 6     |      |
| 5.     | América               | 10   | 0 | 5 | 5 | 2:21  | 5    |
| 6.     | Ferroviário do Recife | 10   | 0 | 4 | 6 | 5:17  | 4    |

|  | Gekwalificeerd voor finale    |
|  | Uitgeschakeld voor derde fase |

### Derde fase
| Plaats | Club                  | Wed. | W | G | V | Saldo | Ptn. |
| ------ | --------------------- | ---- | - | - | - | ----- | ---- |
| 1.     | Sport do Recife       | 8    | 6 | 2 | 0 | 18:4  | 14   |
| 2.     | Santa Cruz            | 8    | 6 | 1 | 1 | 19:5  | 13   |
| 3.     | Náutico               | 8    | 4 | 1 | 3 | 10:8  | 9    |
| 4.     | Central               | 8    | 1 | 1 | 6 | 6:19  | 3    |
| 5.     | Ferroviário do Recife | 8    | 0 | 1 | 7 | 5:22  | 1    |

|  | Gekwalificeerd voor finale |

## Finale
|                    |       |       |         |  |
| 10 augustus Finale | Sport | 1 – 0 | Náutico |  |
| 10 augustus Finale |       |       |         |  |

## Kampioen
| Campeonato Pernambucano de 1975 |
| Pernambuco                      |
| ------------------------------- |
| SPORT Kampioen (20° titel)      |